# 譚隆
譚隆，字益高，湖廣茶陵腰陂人，宋谭世勣裔孙。明朝政治人物，進士出身。

## 生平
永樂八年，鄉試中舉；永樂十九年，登進士，歷官吏部主事、戶部郎中。著有《大易辑解》、《大平诗集》等。